# Quinto Cenni
Quinto Cenni (Imola, 20 marzo 1845 – Carate Brianza, 13 agosto 1917) è stato un pittore e illustratore italiano.
Fu il maggior pittore di uniformi militari in Italia nel XIX secolo.

## Biografia
Nacque nel 1845, a Imola (all'epoca città dello Stato Pontificio), da una famiglia di idee liberali, suo cugino Guglielmo Cenni è citato fra le truppe garibaldine del 1860 e del 1866. Nel 1856, alla morte del padre, i numerosi figli si dispersero e Quinto si trasferì a Bologna, dove, grazie a piccoli sussidi ottenuti dall'amministrazione di Imola, poté iscriversi alla locale Accademia di Belle Arti. All'accademia si interessò delle nuove tecnologie legate alla pittura, in particolare fra il 1862 ed il 1867 studiò xilografia con Francesco Ratti. Nel 1867, dopo la morte anche della madre,  si trasferì a Milano per continuare studiare xilografia all'Accademia di Brera.
All'epoca la fotografia era ancora ai primi passi e richiedeva apparecchiature ingombranti e difficilmente gestibili. Per questo motivo un illustratore esperto e abile come il Cenni (che era uscito da Brera con un premio dell'Accademia per la litografia) aveva ampie possibilità per essere impiegato nelle riviste illustrate che stavano affermandosi in Italia ad imitazione di analoghe riviste estere. Quindi dal 1870 Cenni collaborò come illustratore specializzato in soggetti militari con diverse riviste, come Epoca, Emporio pittoresco (Sonzogno), La cultura moderna, Rivista Illustrata Garbini, La lettura, Lo spirito folletto, Emporium e, principalmente, Illustrazione Italiana (Fratelli Treves). Nell'ambito di questo lavoro svolse un'opera di ricerca puntuale su tutti i particolari delle uniformi e degli equipaggiamenti degli eserciti italiani preunitari e sull'Esercito Italiano, venendo a contatto con diversi studiosi esteri.
Il Cenni produsse una serie di acquarelli che decorano l'interno della Torre monumentale di San Martino della Battaglia, dove l'artista rappresentò le uniformi militari di vari corpi italiani nella varie battaglie risorgimentali.
Il tentativo alla base dell'opera di Cenni era quello di far conoscere l'Esercito Italiano al pubblico e soprattutto di farlo conoscere nella sua vita quotidiana in caserma più ancora che in campagna. Questo scopo lo spinse a presentare una storia dell'"italietta" in cui si sviluppa una coscienza unitaria, mossa dalle istituzioni primarie (scuola ed esercito) dello stato. Cenni portò avanti coerentemente questo tentativo fino alla sua morte avvenuta quando era già cominciata la prima guerra mondiale, che avrebbe cancellato definitivamente il mondo che egli presentava nelle sue opere, il 13 agosto 1917.

## Il significato dell'opera di Quinto Cenni
Considerando che l'opera di Cenni va dal 1867 (tumulazione del Gen. Moore dopo la battaglia di La Coruna in Spagna (1808), opera andata persa) fino alla Grande guerra, il periodo in cui operò il Cenni è quello della formazione morale e sociale dello Stato italiano postunitario, in parallelo all'opera letteraria del De Amicis, l'opera di Cenni presenta la formazione dei due pilastri della coscienza nazionale, scuola ed esercito. Ognuno dei due, utilizzando la propria peculiarità artistica, lo scritto per il De Amicis e la pittura per il Cenni, presentarono una società che si stava evolvendo da una mescolanza di stati separati politicamente, ad una singola entità politica e nazionale, Questa particolarità è sottolineata dal gran numero di bozzetti che rappresentano la vita militare non in battaglia o, almeno, nella grandi manovre, ma, con la vita quotidiana dei soldati, cavalieri al maneggio reggimentale o intenti a strigliare le cavalcature e fanti soggetti all'ispezione delle camerate.

## Le opere

La Battaglia di Varese (1859)

Le opere di Quinto Cenni sono raccolte, per la quantità più cospicua, nel Museo Nazionale di castel S.Angelo, dove sono presenti 288 tavole ad acquerello, di cui 238 donate nel 1938 dal presidente del consiglio dei ministri, che le aveva ricevute dal comune di Imola, e 50 provenienti dagli eredi di Cenni. Altri 133 acquerelli sono conservati presso il Museo del Risorgimento a Milano e quantità minori sono conservate nella Pinacoteca civica di Imola, presso gli eredi di Cenni e in raccolte private. Dopo l'anno 2000 sono stati presentati 50 acquerelli inediti di Cenni in occasione di una mostra a New York.
Bibliografia di Quinto Cenni

## Bibliografia

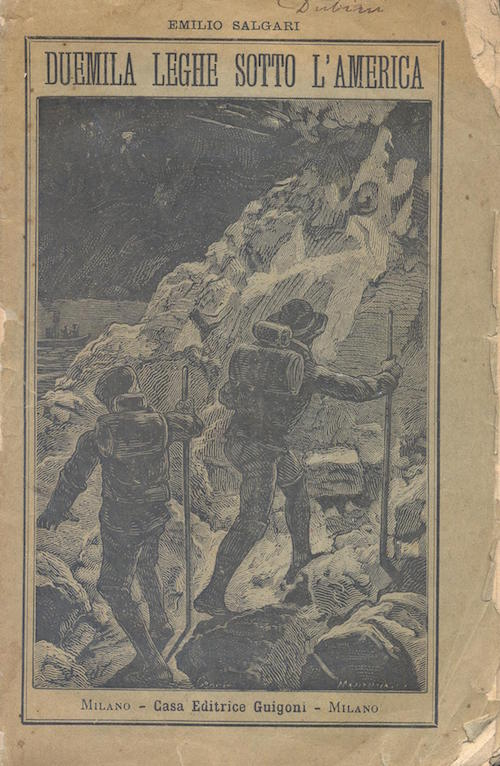
Copertina per Emilio Salgari, Duemila leghe sotto l'America, 1888.

### Opere illustrate
- B. Lencisa, Pasquale Paoli e le guerre di indipendenza della Corsica, Milano, Vallardi, 1890
- P. Moderni, L'assedio di Roma nella guerra del 190.., Milano, La Poligrafica, s.a.
- Alessandro Manzoni, I Promessi Sposi
- Massimo D'Azeglio, Ettore Fieramosca
- Massimo D'Azeglio, Niccolò de' Lapi
- Francesco Domenico Guerrazzi, L'assedio di Firenze